# Локсапін
Локсапін (англ. Loxapine, лат. Loxapinum) — лікарський засіб, що належить до антипсихотичних препаратів, та є похідним дибензодіазепіну. Локсапін застосовується як перорально, так і внутрішньом'язово, та інгаляційно.

## Фармакологічні властивості
Локсапін — лікарський засіб, що належить до антипсихотичних препаратів, та є похідним дибензодіазепіну. Механізм дії препарату полягає у блокуванні D2 дофамінових рецепторів та 5-HT2A серотонінових рецепторів. Препарат також частково блокує альфа-адренорецептори, блокує м-холірецептори та гістамінові H1-рецептори. Унаслідок застосування препарату, особливо в інгаляційній та внутрішньом'язовій формах, спостерігається швидке зменшення симптомів гострого психозу, в тому числі збудження, напруженість та ворожість. Локсапін застосовується для зняття симптомів гострого психозу зі збудженням у ін'єкційній та інгаляційній формах, причому його застосування в інгаляційній формі може сприйматись хворими без надмірного негативізму, яке супроводжується застосуванням ін'єкційних форм антипсихотичних препаратів, та однаковою ефективністю із ін'єкційною формою. При застосуванні локсапіну також спостерігається незначна кількість побічних ефектів, практично усі з яких були легкими та короткочасними.

### Фармакокінетика
Локсапін швидко й добре всмоктується як після перорального, так і після інгаляційного застосування, біодоступність препарату точно не встановлена, при застосуванні локсапіну спостерігається ефект першого проходження препарату через печінку. Максимальна концентація препарату в крові досягається протягом 1—3 годин після перорального прийому препарату, та 2 хвилини після інгаляційного застосування. Локсапін добре (на 967 %) зв'язується з білками плазми крові. Препарат проникає через гематоенцефалічний бар'єр, через плацентарний бар'єр, та виділяється в грудне молоко. Метаболізується препарат у печінці з утворенням малоактивних або неактивних метаболітів. Виводиться локсапін із організму у вигляді метаболітів із сечею, а також із калом у незміненому вигляді. Період напіввиведення препарату при інгаляційному застосуванні становить 6—8 годин, при пероральному застосуванні двофазний, у першій фазі становить 5 годин, у другій фазі 19 годин.

## Покази до застосування
Локсапін застосовують для швидкого зняття збудження у хворих із шизофренією або біполярним афективним розладом.

## Побічна дія
При інгаляційному застосуванні локсапіну найчастішими побічними ефектами є порушення нюхових та смакових відчуттів, неприємний запах із рота, запаморочення, сонливість, бронхоспазм. При пероральному застосуванні можуть також спостерігатися тремор, акатизія, дистонія, тахікардія, артеріальна гіпотензія, артеріальна гіпертензія, сухість у роті, затуманення очей, затримка сечі, вкрай рідко злоякісний нейролептичний синдром.

## Протипокази
Локсапін протипоказаний при підвищеній чутливості до препарату, наявності ознак гострих або хронічних захворювань дихальних шляхів, пригніченні діяльності центральної нервової системи.

## Форми випуску
Локсапін випускається у вигляді желатинових капсул по 0,005; 0,01; 0,025 і 0,05 г; у вигляді порошка для інгаляцій по 9,1 г.